# Rusanna Danielian

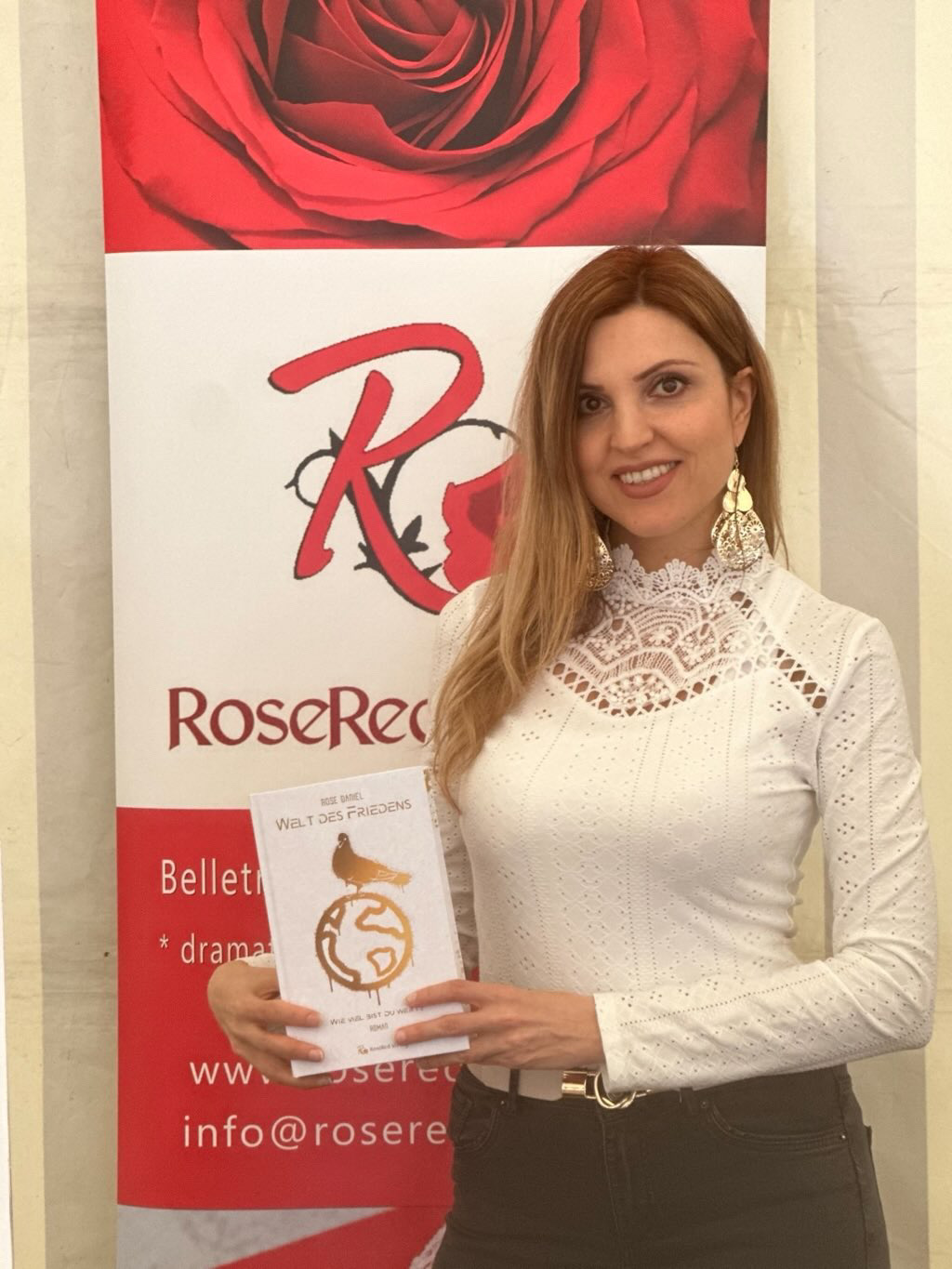
Rusanna Danielian (2024)

Rusanna Danielian (armenisch Ռուզաննա Դանիելյան, Transkription Rusanna Danieljan; * 26. Dezember 1983 in Jerewan) ist eine armenische Filmregisseurin und Schriftstellerin, die für ihre Kurzfilme bekannt ist.

## Leben
Als sie sieben Jahre alt war, zog ihre Familie nach Deutschland. Sie studierte von 2004 bis 2010 Erziehungswissenschaften mit Schwerpunkt Medienpädagogik mit Diplom an der Universität Bielefeld und von 2013 bis 2015 Practical Filmmaking an der MetFilm School Berlin. An Volkshochschulen unterrichtet sie Filmisches Erzählen und Kreatives Schreiben.
Sie ist Mitglied im Bundesverband junger Autoren und Autorinnen (BVjA) und im Phantastik-Autoren-Netzwerk (PAN).

## Film
Ihr erster Kurzfilm entstand 2012 und erschien unter dem Titel „Up & Down“. Ihr Kurzfilm „Sometimes“ war 2014 im Finale der Hofbräu Trophy des Internationales Festivals der Filmhochschulen München.
Ihr Abschlussfilm des Studiums in Berlin, „Unknown Life“, gewann den Founder's Award beim 2016 North Carolina Film Award und wurde ausgewählt für das White Whale International Narrative Film Festival in Los Angeles und das Capital City Filmfest 2018 in Lansing und war nominiert für den Short to the Point Festival Award aus Bukarest im November 2017. Der Film hatte Alexander Chatschaturjan in der Hauptrolle, der Adam spielt, dessen Leben an seinem 50. Geburtstag eine überraschende Wendung nimmt. Die Filmmusik des Films ist von Fabian Berghofer.
Einige der weiteren Kurzfilme erlebten Aufführungen als Wettbewerbsbeiträge für verschiedene Wettbewerbe, zum Beispiel Devirex Most Kissable Lips (2014), Berserk Underground Film Challenge (2014), Instant36 Filmfestival (2015, 2018, 2019, 2020, 2021), Kaliber 35 (2016), Kurz&Knapp Kinosportcup (2016), 99Fire-Films-Award (2017) und Klappe! (2020).
Für Nestlé drehte sie 2016 einen Werbefilm zur Einführung einer Eiscrememarke in Armenien.

## Schreiben
Ihr erster Roman, Welt des Friedens erschien 2023 unter dem Pseudonym Rose Daniel, die Fortsetzung Welt des Aufruhrs erschien 2024. Die Romane erschienen im RoseRed Verlag aus Kerpen. Rusanne Danielian ist Inhaberin des Verlages, der Mitglied im Selfpublisher-Verband ist. Ihre Kinderbücher, die vorher als Hörbücher erschienen waren, erschienen 2024 in illustrierter Ausgabe. Die Zeichnungen in den Bilderbüchern stammen von armenischen Künstlerinnen. Die Kinderbücher erscheinen auf Deutsch im Kerpener Fantasieinsel Verlag, dessen Inhaberin sie ebenfalls ist, und in Armenien bei Arevik Publishing.

## Veröffentlichungen (Auswahl)
- Welt des Friedens – Wie viel bist du wert? RoseRed Verlag, Kerpen 2023, ISBN 978-3-910729-05-6.
- Welt des Aufruhrs – Wie frei kannst du sein? RoseRed Verlag, Kerpen 2023, ISBN 978-3-910729-03-2.
- Courgetta Blue – Die kleine Blaubeer-Zucchini. Fantasieinsel Verlag, Kerpen 2024, ISBN 978-3-910729-06-3. Illustriert von Ani Kostandyan.
  - Armenische Ausgabe: Կորժետա Բլու․ Փոքրիկ հապալասադդմիկը. Arevik Publishing, Jerewan 2024, ISBN 978-5-8077-0935-6.
- Paulus, der alte Storch – Auf besonderer Mission. Fantasieinsel Verlag, Kerpen 2024, ISBN 978-3-910729-07-0. Illustriert von Naira Aharonjan.
  - Armenische Ausgabe: Ծեր արագիլ Փաուլուսն ու նրա առաքելությունը. Arevik Publishing, Jerewan 2024, ISBN 978-5-8077-0936-3.
- Rupie, das 100. Schaf: Abenteuer im Schlummerland. Fantasieinsel Verlag, Kerpen 2024, ISBN 978-3-910729-08-7. Illustriert von Lusine Khandilyan.
  - Armenische Ausgabe: Ռուպին՝ 100-րդ ոչխարը։ Արկածներ Անուրջների աշխարհում. Arevik Publishing, Jerewan 2024, ISBN 978-5-8077-0938-7.
- Die Bäume von Public Garden. Fantasieinsel Verlage, Kerpen 2024. ISBN 9783910729155. Illustriert von Naira Aharonjan.